# Тайра но Тадаморі
Тайра но Тадаморі (яп. 平 忠盛 — нар. 1096 — пом. 10 лютого 1153) — самурай клану Тайра, батько Тайра но Кійоморі. Мав прізвисько «Ісе-хейсі» (оскільки був кокусі провінції Ісе) та «Ісе-но суґаме» — Косоокий з Ісе (Тадаморі був косооким).

## Біографічні відомості
Тайра но Тадаморі зміцнив вплив клану Тайра на імператорський двір і був першим самураєм, що служив Імператору безпосередньо при дворі. Член Кебійсі (Імператорської поліції). Тадаморі також був губернатором провінцій Харіма, Ісе, Бідзен та Тадзіма.
З 1129 року Тадаморі вів кампанії проти піратів на узбережжях Санйодо та Нанкайдо (два краї із Ґокі-сітідо). Він також представляв свій власний клан в боротьбі з монахами-воїнами з Нари і гори Хієй.
Тадаморі також приписують будівництво Ренґео-ін, значного і відомого тепер храму в Кіото, у якому є найдовша дерев'яна споруда у світі — Сандзюсанґен-до. За втілення цього проекту Тадаморі отримав посаду губернатора провінції Тадзіма.
На його честь названо астероїд 4374 Тадаморі.